# Aniba pedicellata
Aniba pedicellata е вид растение от семейство Лаврови (Lauraceae). Видът е критично застрашен от изчезване.

## Разпространение
Разпространен е в Бразилия.